# Rek

Rek

Rek odmienny

Rek (Reck, Recka, Recken, Reka, Reken) – kaszubski herb szlachecki.

## Opis herbu
Herb znany jest przynajmniej w dwóch wariantach. Opisy z wykorzystaniem zasad blazonowania, zaproponowanych przez Alfreda Znamierowskiego:
Rek (Reck, Recka, Recken, Reka, Reken): W polu srebrnym głowa bawola czarna. Klejnot: Nad hełmem bez korony szczypce raka czerwone, między którymi gwiazda złota. Labry: czarne, podbite srebrem.
Rek odmienny (Reck, Recka, Recken): Pole błękitne, głowa srebrna, labry o wierzchu, w miejscu styku z klejnotem, czerwonym, dalej błękitnym, podbite srebrem.

## Najwcześniejsze wzmianki
Herb (wariant podstawowy) pojawił się po raz pierwszy na mapie Pomorza Lubinusa z 1618. Wariant ten znany był też Ostrowskiemu (Księga herbowa rodów polskich) i Nowemu Siebmacherowi. Wariant odmienny przytoczono w herbarzu Siebmachera oraz Żernickiego (Der polnische Adel).

## Rodzina Rek
Drobna szlachta kaszubska, zaliczana do kategorii panków. Nazwisko pochodzi od słowa Rak. Pierwsza wzmianka z 1515 (Simon Recka) dotyczy prawdopodobnie innego nazwiska, zniekształconego. Kolejne wzmianki z lat 1605, 1608, 1618, 1621 (potwierdzenie lenna dla rodziny Recken we wsi Dąbrówka Wielka), 1658 (dwóch Hanssów, 6 synów Thomasa: Marten, Paul, Hanss, Jakob, Jurgen, Jochim), 1736 (Albertus i Fredericus Rek), 1756 (Albrecht von Reck), 1777 (Michał Benjamin von Reck). Od około połowy XIX wieku Rekowie nie mieli już dóbr ziemskich, a dochód czerpali ze służby w pruskim wojsku.

## Herbowni
Rek (Rak, Reck, Recka, Recken, Reka, Reken).